# Мадам Ню
 Чан Ле Суан (вьет. Trần Lệ Xuân; 22 августа 1924 — 24 апреля 2011), известная в народе как Мадам Ню (вьет. bà Ngô Đình Nhu), — де-факто первая леди Южного Вьетнама в период с 1955 по 1963 год. Она была женой Нго Динь Ню, младшего брата и главного советника президента Нго Динь Зьема. Зьем всю жизнь был холостяком, а Ню и его жена жили в президентском дворце, ввиду чего она и считалась первой леди.
Родилась в богатой аристократической семье в Ханое, Французский Индокитай. Её имя означает «слёзы весны». Её отец изучал юриспруденцию во Франции, а сама она была воспитана в большей степени в традициях французской колониальной культуры. В частности, она владела французским лучше, чем вьетнамским (на котором даже не могла писать), и, несмотря на то, что в юности имела репутацию сорванца и хулиганки, увлекалась игрой на фортепиано и балетом и даже выступала с сольными танцами на сцене Национального театра Ханоя.
В 1943 году, когда ей было 18 лет, она против воли родителей вышла замуж за четвёртого сына бывшего императорского чиновника, Нго Динь Ню, который был почти вдвое старше её. Она приняла его фамилию и сменила свою веру — буддизм — на веру мужа, который был католиком. В браке родилось четверо детей.
После переворота в Южном Вьетнаме 2 ноября 1963 года и убийства её мужа и старшего брата эмигрировала из страны, жила во Франции и Италии.